# Porius decempunctatus
Porius decempunctatus là một loài nhện trong họ Salticidae.
Loài này thuộc chi Porius. Porius decempunctatus được Szombathy miêu tả năm 1915.